# RONEeS
RONEeS, АО РОНИС, Группа компаний «РОНИиС» — группа компаний, основанная в 1992 году Евгением Ладиком. Деятельность холдинга включала в себя производство и издание медиапродукции, а также розлив спиртных напитков.
До конца 1990-х годов это была одна из крупнейших российских компаний, занимавшихся выпуском пиратской аудиопродукции.

## Деятельность
В 1990-е завод РОНИС был крупным производителем аудиокассет с собственной торговой маркой RONEeS. Также он стал одним из трёх центров выпуска пиратской аудиопродукции в России и крупнейшим заводом медиапиратства. Продюсеры певицы Линды и Богдан Титомир неоднократно обвиняли владельца завода Е. Ладика в пиратстве, также был скандал с Филиппом Киркоровым.
К 2005 году в группу компаний РОНИС Е. И. Ладика и С. Фоменко входили завод «RONEe'S», издательство и типография (книжная фабрика) «Малыш», компания по производству аудиопродукции ООО «Олимпий», полиграфической продукции ООО «Политек», медиапродукции ООО «Эхо», а также Мариинский спиртзавод, три винодельческих предприятия и другие коммерческие организации.

## Название
Название РОНИиС — аббревиатура из первых букв «Ростовское Объединение Носителей Информации и Стройматериалов».

## История
В 1988 году предприниматель Евгений Ладик основал кооператив «Лотос», занимавшийся записью и продажей аудиокассет. В дальнейшем кооператив был реорганизован в завод «Мелодия», позже ставший одним из учредителей АО «РОНИС».
В 1991 году в Ростове-на-Дону на месте закрытого в 1990 году кирпичного завода был открыт завод по производству аудиокассет, выпускавший сначала 12 млн шт. в год, а в 1995 году — 36,4 млн штук. Предприятие работало на плёнке производства BASF и поставляло кассеты не только в Россию, но и в европейские страны.
В 1993 году Ладик, будучи директором недавно созданного АО РОНИС и другом губернатора Ростовской области, добился от областных властей содействия в получении кредитов, и к 1995 году на заводе на эти деньги был построен цех для выпуска видеокассет мощностью 500 тыс. шт. в год с возможностью увеличить объём выпуска до 2,5 млн штук в год. В качестве сырья для производства видеокассет на заводе использовалась магнитная лента производства южнокорейской фирмы Sunkyong (Ssong Jong) .
Группой компаний РОНИС по состоянию на 2005 год управляли Евгений Ильич Ладик, владевший 51 % предприятия, и Сергей Фоменко с долей 49 %.
5 октября 2006 года Евгений Ладик был убит у входа в здание издательства «Малыш». Во время расследования убийства были найдены пистолет (переделанный из газового в боевой), мужская куртка и штаны, но преступнику удалось скрыться.
Впоследствии завод аудиопродукции прекратил своё существование. Долгое время корпуса были в заброшенном состоянии, затем были снесены под застройку.
В 2020 году бывшего гендиректора ликвидированного в 2018 году ООО «РОНИиС Пак» обвинили в хищении 43,4 млн рублей из Всероссийского общества инвалидов. Деньги были изначально выделены на покупку типографии.